# Maglód
Maglód är en ort i Ungern.   Den ligger i provinsen Pest, i den centrala delen av landet, 25 km öster om huvudstaden Budapest. Maglód ligger 182 meter över havet och antalet invånare är 10 144.
Terrängen runt Maglód är platt. Runt Maglód är det tätbefolkat, med 331 invånare per kvadratkilometer. Närmaste större samhälle är Budapest XVII. kerület, 9,3 km nordväst om Maglód. Trakten runt Maglód består till största delen av jordbruksmark.